# 한국 민중가요
남한의 시위 음악 또는 민중가요(民衆歌謠)는 , 한국에서 근대적인 시위 노래 문화의 한 형태이다. 그것은 한국의 민주화 운동을 지원하는 음악적인 수단으로 사용되어 왔다. 이는 주로 민주화 운동 기간 동안 주류노래 문화에 비판적이었던 사람들이 즐겼다. 민중가요는 한국에서 시위 운동이 급속하게 성장하던 1980년대 중반에 만들어졌고, 민중가요를 대중가요와 구별하기 위해 만들어졌다. 민중가요는 1970년대 초까지 계속된 일본 식민지 시대의 항일 노래를 포함하며, 일반적으로 1970년대 후반부터 성숙되기 시작했고, 1990년까지 지속된 문화이다.

## 개념

4회 '집결! 격노! 2016년 박근혜 '박근혜 사퇴 ' 시위

김병순 학자에 따르면 민중가요는 군중의 의지를 반영하고 당대 비판의 목소리를 낸다. 한국의 항의가요는 1980년대, 특히 1987년 6월 민주항쟁 전후에 등장했다. 특히 1970년대와 1980년대에 박정희와 전두환 대통령의 군사 정부에 대항하여 이러한 일이 흔했다.

## 1980년 대 이전
1970년경 한국학생운동과 함께한 한국의 항의가요 이들 초기 노래의 주제는 대중음악을 심하게 비판하거나 고난의 극복을 주제로 하고 있다. 그리하여 한국 학생들은 대중문화와는 다른 그들만의 독특한 음악문화를 시작하게 되었다.
초기 노래 중 일부는 '데모가스'(시위곡)로 불렸고 다른 일부는 민중가요 (한국 시위 노래)로 불렸다. 그 밖에도 '상가', '타나타나', '바람이 분다' 등이 있었다. 1975년 이후에는 '훌라송'과 '중의가'가 목록에 추가되었다.
비상시대에 한국 대학은 더욱 경직됐다. 이 운동에 참여한 학생들은 목숨을 걸고 실천해야 했기 때문에 믿음이 더 강해졌다. 이들 학생들은 낡은 사회체제를 비판하고 진보적인 정치문화를 시작했다. 이 시기 대학생들의 독특한 비판은 한국 저항가의 기반을 마련했다.

## 1980년 대 동안

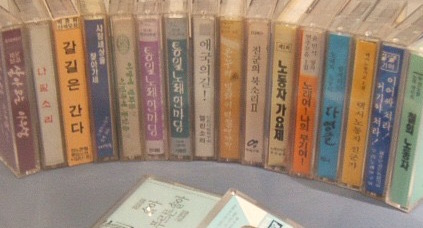
1980년대 한국의 시위 노래 테이프

박정희 암살 (혹은 '10.26 사태') 이후 나온 1979년 단편 '민주주의 봄'은 학생운동이 민중가요를 공개시위하는 계기가 됐다. 시위 주최 측은 참석자들에게 가사와 민중가요 악보가 적힌 전단지를 배포했다. 시위 문화의 일부로 인기를 얻은 노래.
1980년대 한국 시위가요의 역사는 세 시기로 나누어 볼 수 있다. 첫 번째 시기는 시위가요 또는 행진곡으로 많은 노래가 작곡되었던 시기이다. 1980년부터 1984년 사이에 《 사랑하는 자들을 위한 행진곡 》이 창간되었고 민중가요 의 수가 급증했다.
두 번째 시기는 대학을 갓 졸업하고 음악 동아리 회원이었던 청년들부터 시작됐다. 이들은 애오개극장에서 노래 '가지꽃 '에 나오는 이야기를 모티브 로 극장 이름을 한두레 ( 한두레 )로 빌려 공연을 펼쳤다. 이 기간 동안 사회 운동은 더욱 음악적으로 발전했다.
세 번째 시기는 1987년 6월 민주항쟁 이후이다. 1987년 중후반 노동대쟁투 이후 1987년 10월 창립 100주년 기념식을 맞아 한국교회에서 첫 '구민음악' 정기공연이 열렸다. 이 시기에는 대학 민중가요 운동의 한계를 인식하고 이를 극복하고 극복할 수 있는 방법을 모색하였다. 민중가요는 1987년 7~9월 노동대쟁투 이후 노동자들의 애환을 반영했다. 이 시기를 지나면서 저항가는 지식인뿐만 아니라 노동계층도 포용하고 포용하게 된다.

## 1990년대와 그 이후
1990년대 중반부터, 그리고 아마도 학생 시위와 노동 시위의 사회적 목소리가 줄어든 탓에, 한국 시위 노래는 다른 많은 분야(투쟁 장면 제외)에서 그 인기를 잃었다. 이 시기 대학 내 음악 단체들과 전문 문화 시위 단체들은 새로운 시도를 통해 한국 시위 노래의 형태를 바꾸려는 시도를 시작했지만, 이렇게 일반화된 형태의 음악을 새로운 물결로 바꾸기는 쉽지 않았다.
2000년대에 들어서면서 참여적 시위 문화가 정착되기 시작하였다. 이 시기에는 'Fucking USA'나 '제헌헌법'처럼 엄숙한 분위기가 아닌 노래들이 만들어지기는 하였지만, 그 영향력이 현장을 넘어 확산되지는 못하였다.

## 대표적인 예술가들

### 김민기
전라북도 익산시에서 태어난 김민기는 초등학교에 입학하기 전에 서울로 이사했다. 그가 서울대학교에 있을 때, 그는 음악을 작곡하기 시작했고, 그룹 '두비두'를 결성했다. 그 때, 그는 그의 초등학교 친구인 헬렌 양을 만나서, 1970년에 발표된 '아침 이슬'이라는 노래를 작곡했다. 1972년, 그의 모든 노래가 방송되지 못하게 하면서, '우리는 이길 것이다', '자유의 노래', '꽃피는 아이'와 같은 노래들을 불렀다가 체포되었다. 그는 한국 군대를 떠난 후, 양희은의 노래 '들풀의 솔잎처럼'과 '공장의 빛'을 작곡했다.

### 노래를 찾는 사람들
노래를 찾는 사람들은 노챗사로 알려진 1980년대-1990년대에 한국 시위 노래를 작곡했던 음악 그룹이다. 한국 시위 노래는 상업적인 성공을 위해 쓰여진 것이 아니기 때문에, 그들은 대중 음악보다 한국 독재 정권에 대항하는 동시대의 정치적인 시위를 더 정확하게 묘사했다. 그 그룹의 앨범들은 상업적으로 성공했고 한국 대중 음악 역사에 강한 영향을 미쳤다. 그들의 그룹은 서울대학교의 메아리, 고려대학교의 노레아얼, 이화여자대학교의 한소리, 성균관대학교의 소리사랑, 그리고 다른 사람들로 구성되었다.